# English Boy Wonders
English Boy Wonders ist das zweite Studioalbum der englischen Progressive-Rock-Band Big Big Train. Die CD wurde am 1. Dezember 1997 veröffentlicht.

## Inhalt
Die meisten der Songs auf English Boy Wonders sollten von der nachlassenden Bindung in der Beziehung eines Paares handeln. Ursprünglich war ein Konzeptalbum angedacht, innerhalb der fast dreijährigen Entstehungszeit verwischte sich dieses Konzept jedoch immer mehr. Als Gastmusiker ist Martin Orford (ex-Jadis) an den Keyboards und auf der Flöte zu hören. Ken Bundy steuert etwas Hintergrundgesang bei.

## Entstehungsgeschichte und Stil
BBT beabsichtigte den Sound an Radioheads Album The Bends zu orientieren. Im Jahr 1995 war das Demoband für das Album fertiggestellt. Das Release vom Dezember 1997 hatte nicht mehr viel mit dem Demo gemein. Die Band wusste nicht so recht, in welche Richtung sie sich entwickeln wollte, zudem hatten sich nur wenige Aufnahmesessions  innerhalb des langen Zeitraumes ergeben und am Ende hatte die Band das Gefühl ein halbfertiges Produkt abgeliefert zu haben. English Boy Wonders ist ein wenig poppiger als das Debütalbum geraten, jedoch immer noch dem Neo-Prog zuzurechnen. 

## Kritiken
Laut Gregory Spawton wurde das Album nicht gut aufgenommen: „It was not well received by critics and disappeared without trace.“ (Es kam nicht gut an und ging unter, ohne eine Spur zu hinterlassen.) Es ist nur eine Kritik zu finden, die sich auf das Original-Release bezieht.

## Trivia
English Boy Wonders wurde nur auf ganz wenigen Konzerten live gespielt, unter anderem auf dem ProgFarmFestival 1998.

## Titelliste
1. Big Empty Skies (04:21)
2. Brushed Aside (05:37)
3. A Giddy Thing (05:16)
4. 28 Years (02:24)
5. Pretty Mom (03:26)
6. Out Of It (05:57)
7. Cloudless and Starry and Still (03:33)
8. Albion Perfide (10:23)
9. Right to the End of the World tra-la (01:56)
10. The Shipping Forecast (10:46)
11. Mr Boxgroveman (06:12)
12. Reaching for John Dowland (08:13)
13. Fell Asleep (03:35)

## Re-Release
Am 1. Dezember 2008 wurde English Boy Wonders auf dem bandeigenen Label English Electric Recordings wiederveröffentlicht. Das Re-Release ist eine überarbeitete Version, teils neu aufgenommen und gänzlich neu abgemischt. Die Reihenfolge und auch die Dauer der Stücke weicht vom Original ab. Die Kritiken für das Re-Release waren zahlreicher und fielen auch besser aus als für das Original.
1. Big Empty Skies (04:23)
2. Brushed Aside (05:40)
3. Albion Perfide (10:27)
4. Pretty Mom (03:43)
5. A Giddy Thing (05:17)
6. Out Of It (06:02)
7. Cloudless and Starry and Still (03:36)
8. Two Poets Meet (instrumental) (04:26) (ursprünglich auf der japanischen Fassung von Goodbye to the Age of Steam)
9. 28 Years (02:28)
10. Reaching for John Dowland (08:46)
11. Boxgrove Man (07:23)
12. The Shipping Forecast (10:14)
13. Right to the End of the World tra-la (02:03)
14. Fell Asleep (03:59)